# خيزران مبذول
الخَيْزُران المبذول أو الخيزُران الشائع أو خيزران (الاسم العلمي: Bambusa vulgaris) هو نوع من أنواع الخيزران من النوع المفتوح. موطنها الهند الصينية ومقاطعة يونان في جنوب الصين، ولكنها تزرع على نطاق واسع في العديد من الأماكن الأخرى وتم إدخالها وتوطينها في عدة مناطق.   يعد من أكبر الأنواع وأكثرها سهولة في التعرف عليه من بين أنواع الخيزران الأخرى.

## الاستخدامات
يستخدم الخيزران الشائع في مجموعة متنوعة من الاستخدامات، بما في ذلك تستخدم السيقان وقودًا والأوراق تستخدم علفًا مع أن تناول كمية كبيرة من الأوراق يسبب اضطرابًا عصبيًا بين الخيول. يعتبر إنتاجها وتجارتها في جميع أنحاء العالم كبيرًا مع عدم وجود إحصاءات. إلا أن لها بعض العيوب. تعتبر خصائص التشغيل والتشغيل الآلي للسيقان رديئة، لأنها ليست مستقيمة، وليس من السهل تقسيمها، وليست مرنة، ولكنها سميكة الجدران وقوية في البداية. السيقان عرضة لهجمات الفطريات والحشرات مثل خنافس البودرة بسبب المحتوى العالي من الكربوهيدرات. الحماية من التهديدات البيولوجية ضرورية للاستخدام على المدى الطويل.

### الزينة
يستخدم على نطاق واسع نباتًا للزينة ويحظى بشعبية كبيرة على هذا النحو. غالبًا ما تُزرع على شكل أسوار وتحوطات حدودية. و تزرع اليوم لمكافحة التآكل والتعرية .

### البناء
تُستخدم سيقانها وقصبها للتسييج والبناء خاصة الملاجئ المؤقتة الصغيرة بما في ذلك الأرضيات وبلاط الأسقف والألواح والجدران المصنوعة من القصبات أو السيقان المنقسمة. يستخدم القصبة في صنع أجزاء كثيرة من القوارب بما في ذلك الصواري والدفات والركائز وأعمدة القوارب. وتستخدم في صناعة الأثاث، والسلال، وسترات الرياح، والمزمار، وقضبان الصيد، ومقابض الأدوات، والأوتاد، والأسلحة، والأقواس لشباك الصيد، وأنابيب التدخين، وأنابيب الري، وأنابيب التقطير، وأكثر من ذلك. 
وتُستخدم مادة خامة لب الورق، خاصة في الهند. الورق المصنوع مها له قوة تمزق استثنائية، يمكن مقارنتها بالورق المصنوع من الخشب اللين. يمكن استخدامه أيضًا لصنع ألواح حبيبية وورق تغليف مرن .

### غذاء
البراعم الصغيرة للنبات، صالحة للأكل مطبوخة أو مخللة وتؤكل في جميع أنحاء آسيا. البراعم الصفراء تظل صفراء الحوذان بعد الطهي. يتم خلط المُستخلص مع دموع أيوب لصنع مشروب منعش في موريشيوس.

### طب السكان الأصليين
يعد الخيزران الذهبي في العديد من التقاليد في جميع أنحاء آسيا ذو قيمة طبية. عُثِر على العديد من الاستخدامات في طب الأعشاب مع أن الآثار غير مثبتة سريريًا. تستخدم لمياه المخزنة في أنابيب الخيزران الذهبية في جاوة علاجًا لأمراض مختلفة. وتُستخدم أوراقها كجزء من علاج الحصبة في الكونغو أما في نيجيريا فيعطى نقيع الأوراق لمعالجة الأمراض المنقولة عن طريق الاتصال الجنسي ودواءً مجهضًا - وقد ثبت أن هذا الأخير يعمل في الأرانب.

## معرض الصور

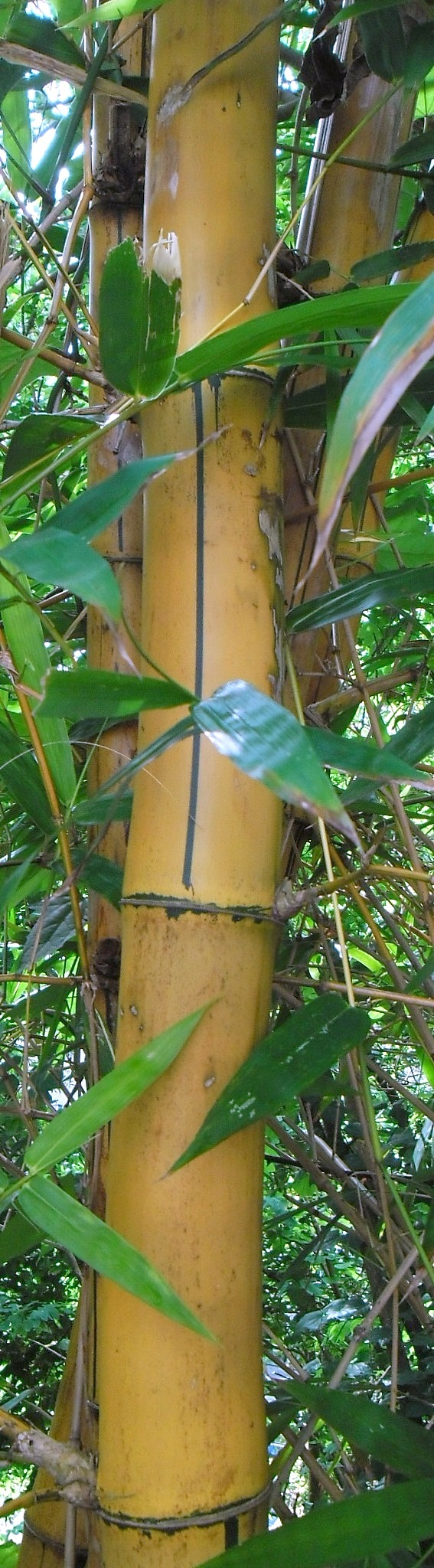
لقطة مقرّبة لجذع الخيزران الذهبي
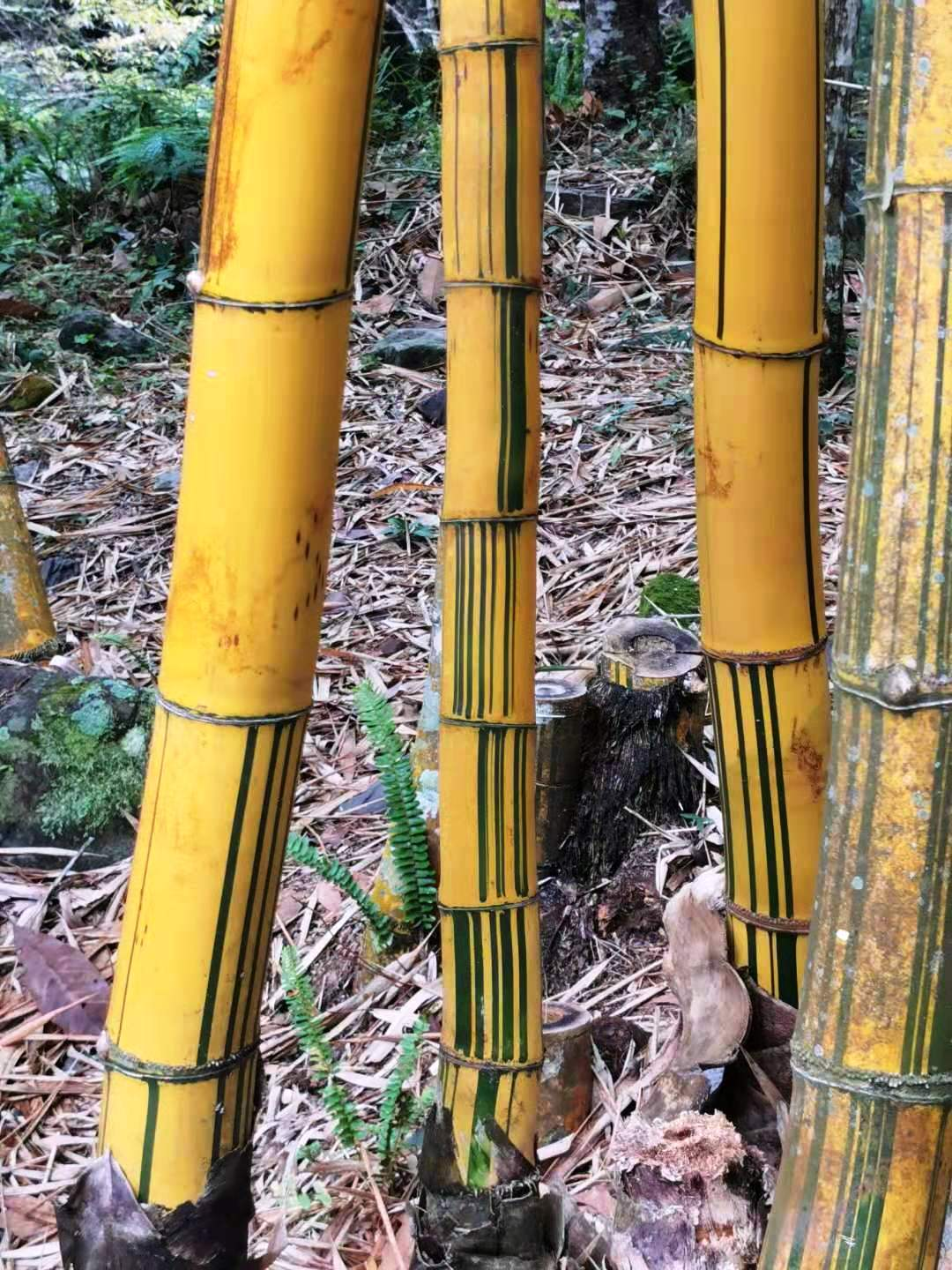
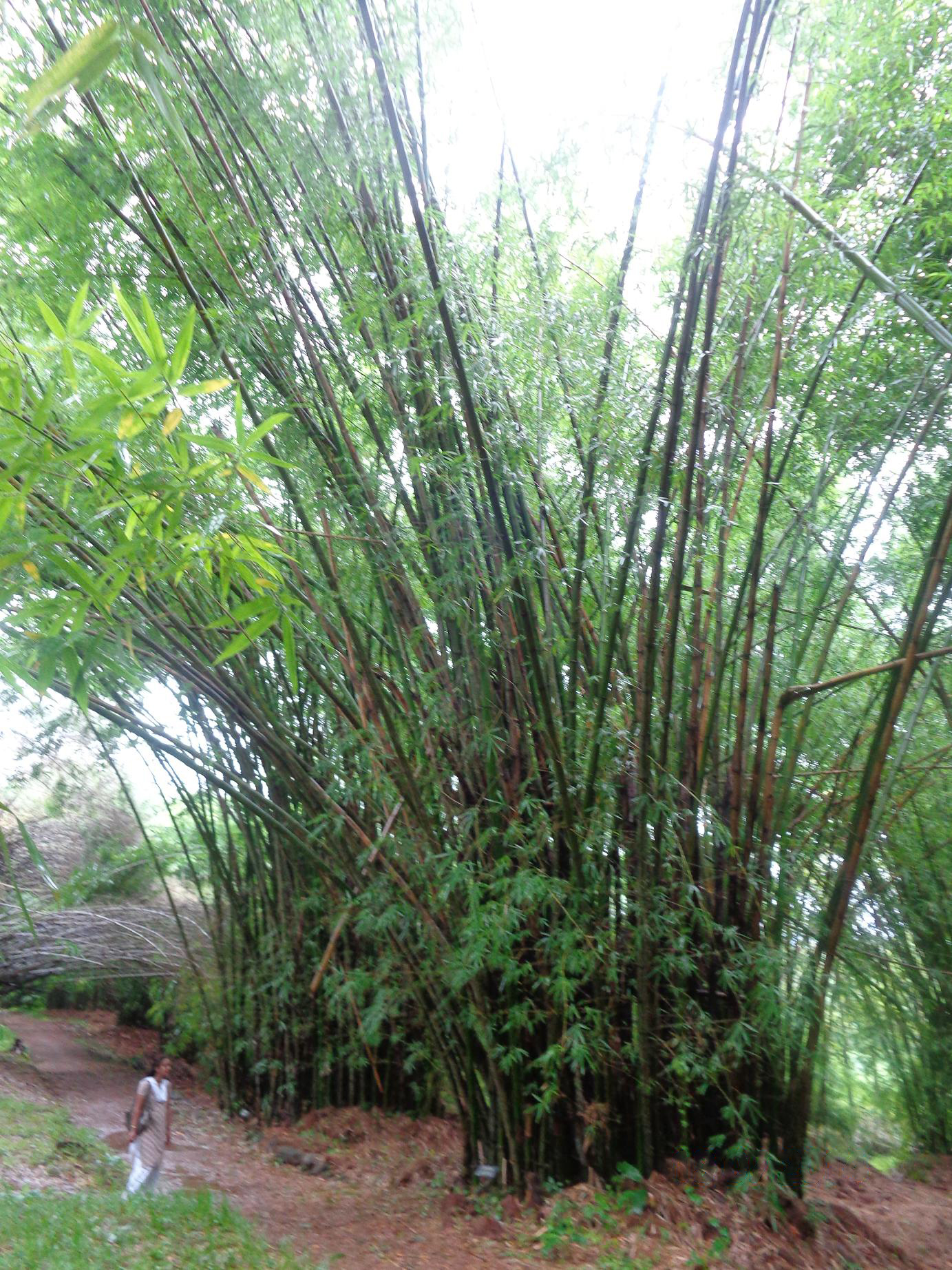
ولاية قِرَلَة